# Famille von Arnstedt
La famille von Arnstedt est le nom d'une famille noble du comté de Mansfeld dont la maison mère porte le même nom.

## Histoire
La famille est mentionnée pour la première fois dans un document en 1145 avec Waltherus de Arnstede. La lignée commence avec Johannes von Arnstedt sur Demker 1335 et 1337.
En 1788, les domaines brandebourgeois du château de Löwenberg (de) et du château d'Hoppenrade (de) passent de la famille von Bredow à la famille von Arnstedt, par l'intermédiaire de la scandaleuse Charlotte von Kraut (de), légitimée par von Arnstedt, décrite par Theodor Fontane comme la fille de Kraut dans son livre Fünf Schlösser.

## Armoiries

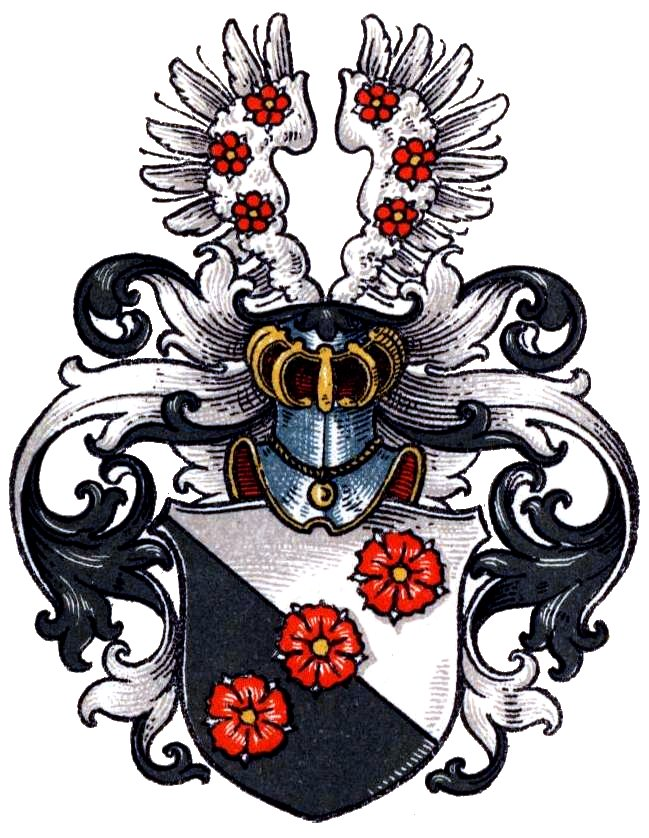
Armoiries de la famille von Arnstedt

Les armoiries montrent trois roses rouges allongées en diagonale vers la gauche dans un écu divisé par de l'argent et du noir en diagonale vers la droite. Sur le casque avec des lambrequins noires et argentées un vol ouvert, désigné comme l'écu.[réf. nécessaire]

Armoiries de ceux d'Arnstedt
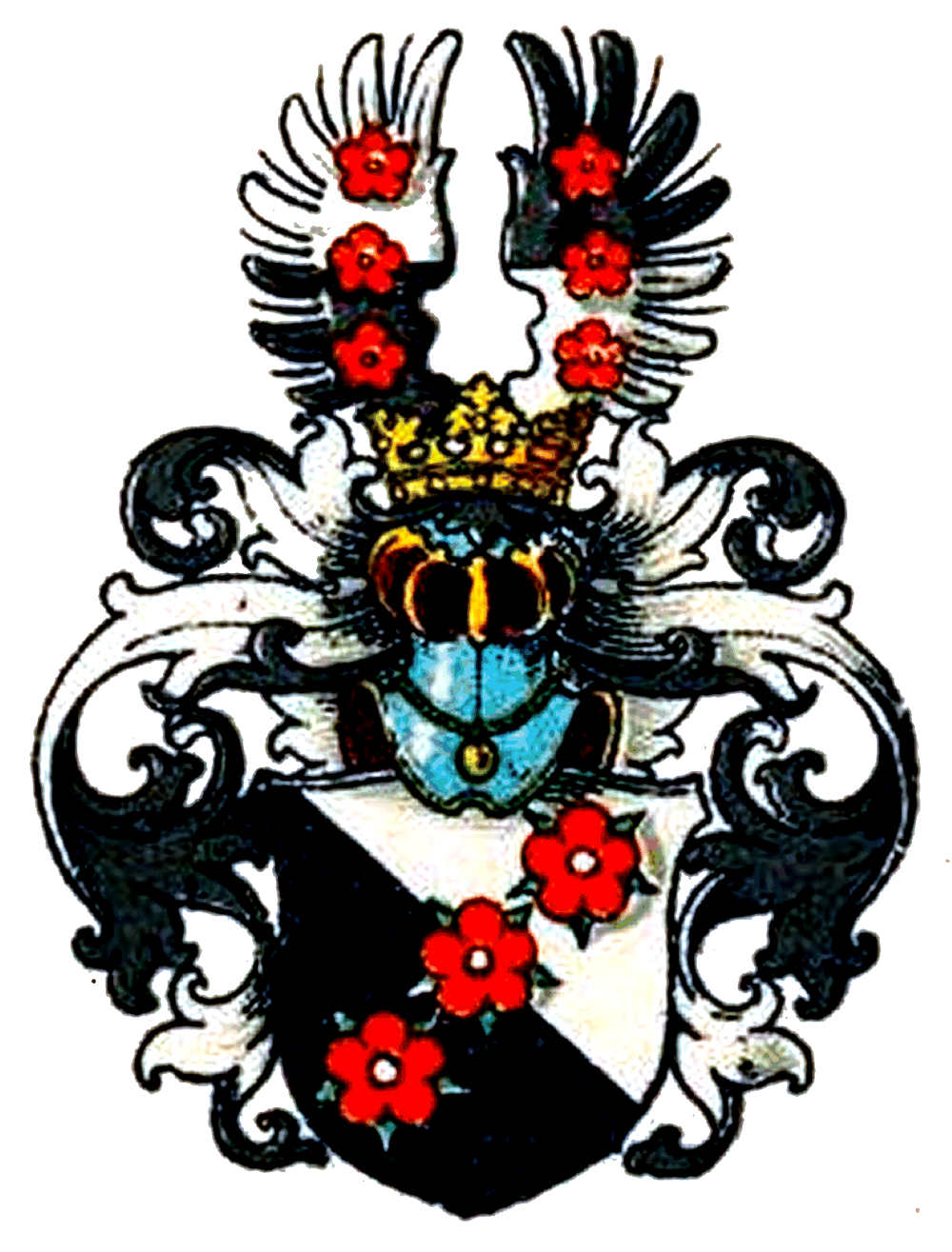
Armoiries d'Arnstedt près de Hildebrandt
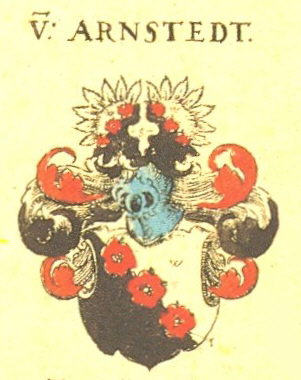
Armoiries d'Arnstedt dans les armoiries de Siebmacher de 1605

## Personnalités
- Erasmus Christian von Arnstedt (de) (1628–1706) propriétaire foncier et doyen de la cathédrale de Magdebourg
- Adam Friedrich von Arnstedt (de) (1711-1778), colonel prussien
- Christian Heinrich Wilhelm von Arnstedt (de) (1713-1785), colonel prussien et commandant du 2e régiment de cuirassiers, maréchal de la cour du prince héritier Frédéric-Guillaume
- Carl Adrian von Arnstedt (de) (1716–1800), conseiller de guerre prussien, directeur de la députation de la chambre de Hohenstein et directeur du domaine du comté d'Hohnstein
- Carl Anton von Arnstedt (de) (1751-1822), capitaine de l'abbaye de Quedlinbourg
- Friedrich Adrian von Arnstedt (de) (1770-1833), membre des États impériaux du royaume de Westphalie
- Oskar von Arnstedt (de) (1840-1914), président du district de Minden